# Parlamento del Norte

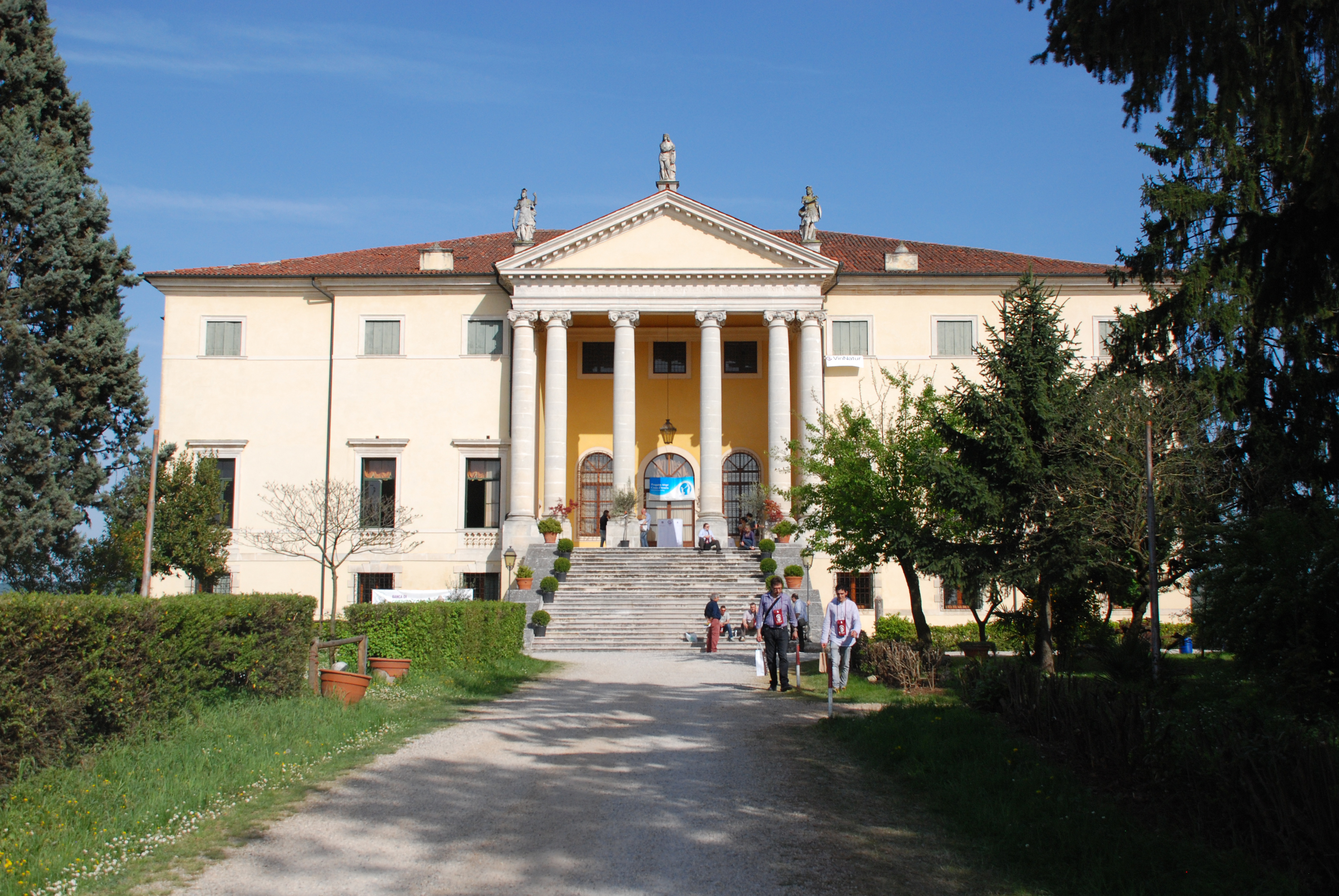
Villa da Porto, sede del Parlamento del Norte desde 2011.

El Parlamento del Norte, inicialmente llamado Parlamento Padano o también Parlamento de Mantova, es un organismo creado por la Liga Norte para representar a la Padania mediante consultas electorales no oficiales.
El organismo surgió por primera ver entre 1996 y 1997. El 26 de octubre de 1997, la Liga Norte organizó las primeras elecciones al Parlamento Padano, que entraría en inactividad a partir de 1999. El 10 de febrero de 2007, el Parlamento de Padania reabrió de nuevo, estado la sede en Vicenza, en la villa Bonin Maistrello. También en 2011 fue anunciada su reactivación. El 4 de diciembre de 2011 se nombró al nuevo presidente del Parlamento, Roberto Calderoli.
El Parlamento está formado por X diputados adscritos a los siguientes partidos: 
- Comunistas padanos (Comunisti padani)
- Socialistas padanos-Trabajo y sociedad padana (Socialisti padani-Lavoro e società padana)
- León padano (Leoni padani)
- Lombardía Nación (Lombardia Nazione)
- Católicos Padanos (Cattolici Padani)
- Liberal-demócratas-Fuerza Padania y Derecha Padana-Alianza Europea (Liberal-democratici - Forza Padania e Destra padana - Alleanza europea)